# Luana Gomes
Pour les articles homonymes, voir Gomes.
Luana Gomes, née le 30 janvier 2003 à Almada, est une gymnaste rythmique angolaise.

## Carrière
Luana Gomes est triple médaillée de bronze aux Championnats d'Afrique de gymnastique rythmique 2020 à Charm el-Cheikh, au cerceau et au ballon et au ruban.
Aux championnats d'Afrique de gymnastique rythmique 2022 au Caire, elle est médaillée de bronze par équipes et aux massues.
Elle est médaillée d'or au cerceau et aux massues, médaillée d'argent au ballon  et au ruban et médaillée de bronze par équipes et au concours général individuel lors des Championnats d'Afrique de gymnastique rythmique 2023 à Moka.
Elle est médaillée d'or aux massues, médaillée d'argent au concours général et au cerceau et médaillée de bronze au ballon et au ruban aux Championnats d'Afrique de gymnastique rythmique 2024 à Kigali.
Elle est médaillée d'or au concours général et par équipes ainsi que médaillée d'argent au cerceau, au ballon aux massues et au ruban aux Championnats d'Afrique de gymnastique rythmique 2025 au Caire.